# Uladsislau Kadola
Uladsislau Aljaksandrawitsch Kadola (belarussisch Уладзіслаў Аляксандравіч Кадола, russisch Владислав Александрович Кодола, Wladislaw Alexandrowitsch Kodola; * 30. Oktober 1996 in Homel) ist ein belarussischer Eishockeyspieler, der seit November 2024 bei Torpedo Nischni Nowgorod in der Kontinentalen Hockey-Liga (KHL) unter Vertrag steht.

## Karriere
Uladsislau Kadola begann seine Karriere als Eishockeyspieler in seiner Heimatstadt in der Nachwuchsabteilung des HK Homel. Beim KHL Junior Draft 2013 wurde er von Sewerstal Tscherepowez in der zweiten Runde an Gesamtposition 62 ausgewählt. Er wechselte jedoch zu den Sarnia Sting aus der kanadischen Juniorenliga Ontario Hockey League. Diese hatten ihn beim CHL Import Draft desselben Jahres in der ersten Runde an 29. Stelle gezogen. Im Januar 2015 wechselte er ligaintern zu den Saginaw Spirit.
Im Sommer 2015 kehrte der Stürmer nach Tscherepowez zurück, wo er zunächst beim Nachwuchsteam Almas in der Molodjoschnaja Chokkeinaja Liga spielte. Ab 2016 stand er in der KHL-Mannschaft Sewerstal auf dem Eis, wurde aber bis 2018 auch bei Ischstal Ischewsk aus der Wysschaja Hockey-Liga eingesetzt. Nachdem er die Saison 2022/23 beim HK Dynamo Moskau verbracht hatte, kehrte er in sein Heimatland Belarus zurück und spielte ein Jahr beim dortigen KHL-Klub HK Dinamo Minsk. Die Spielzeit 2024/25 war für ihn vom ständigen Wechsel geprägt. Er begann die Saison bei Barys Astana, wechselte im November für ein Spiel zu Neftechimik Nischnekamsk und schloss sich dann Torpedo Nischni Nowgorod an, spielte aber auch für dessen Farmteam Torpedo-Gorki Nischni Nowgorod in der Wysschaja Hockey-Liga, diie err mit dem Team gewinnen konnte.

### International
Kadola lief für Belarus bei der Weltmeisterschaft 2021 in der Top-Division auf. Zudem vertrat er sein Heimatland bei der Olympiaqualifikation für die Winterspiele in Peking 2022, bei der das Team Belarus einen Olympiastartplatz verpasste.

## Erfolge undd Auszeichnungen
- Gewinn der Wysschaja Hockey-Liga mit Torpedo-Gorki Nischni Nowgorod

## KHL-Statistik
(Stand: Ende der Spielzeit 2024/25)